# Saskia (voornaam)
Saskia is een meisjesnaam. De naam is waarschijnlijk afkomstig uit Duitsland van de Germaanse naamstam saks- of sas-. In Duitsland en het oostelijke deel van het huidige Nederland leefde vroeger het Saksische volk, waarvan deze naamstam is afgeleid. De naam Saskia betekent in het Saksisch zoveel als "mes", of "kort zwaard". Gecombineerd met het Latijnse saxum, "steen", verwijst het woord naar "stenen mes".

## Bekende Nederlandse naamdraagsters
- Saskia Dekkers, journaliste
- Saskia de Geus, Nederlandse zangeres en danseres
- Saskia Neville, freerunner en stuntvrouw
- Saskia Noorman-den Uyl, politica
- Saskia Noort, schrijfster
- Saskia van Uylenburgh, echtgenote van kunstschilder Rembrandt van Rijn
- Saskia Wieringa, sociologe